# Golden Axe
Golden Axe (укр. Золота сокира) — аркадна відеогра, створена і видана в 1989 році компанією Sega спершу для ігрових автоматів, а згодом для різних приставочних та комп'ютерних платформ.

## Ігровий процес
Гравець керує одним із трьох вояків, що бореться з ворогами за допомогою зброї та магії. Персонаж пересувається по рівнях зліва направо. В процесі гри гравець має вбивати та знищувати ворожих вояків та різноманітних лихих створінь, як то варварів, озброєних рухомих скелетів, велетів або магічних лицарів. Окрім зброї гравцю допомагає здатність його персонажа чаклувати закляття, які завдають ушкоджень усім ворогам на екрані. Сила закляття залежить від кількості зібраних у процесі гри пляшечок магічного зілля. Герой здатний витримати від 3 до 5 ран, та має в запасі 3 життя і ще 3 продовження. Час від часу по рівнях і між ними пробігають ельфи з торбами. Якщо встигнути їх схопити, герой отримає поповнення здоров'я або магічне зілля.
Цікавою особливістю Golden Axe є наявність верхових тварин (бізаріанів), на яких можна пересуватись, та які дають вершнику можливість використовувати додаткові бойові прийоми: наприклад, маленькому дракончику його вершник може наказати дихати у ворогів полум'ям.
Версія Golden Axe для ігрових автоматів набрала великої популярності та породила масу портувань на інші платформи, в тому числі для ZX Spectrum та PC.
У грі є три режими: аркадний, для початківців, і дуель. Аркадний складається з низки рівнів, які складають цілісний сюжет. Режим для початківців надає лише перші 6 рівнів на малій складності. Дуель — це битва проти 12-и хвиль ворогів, або проти іншого гравця.

## Сюжет
Події відбуваються у фентезійному королівстві Брія. Лихий диктатор на ім'я Смертеносець (Death Adder) захопив та утримує силою Короля та Принцесу. Також диктатор знайшов Золоту Сокиру (англійською — Golden Axe), яка є магічною емблемою королівства, та планує знищити її та повбивати королівську родину, якщо не буде виконано його волю: щоб усі мешканці скорились йому та визнавали його за свого правителя.
Гравець керує одним із трьох вояків та має за ціль помститись. Один із вояків — озброєний бойовою сокирою гном Джиліус Зандерхед з Волудських копалень, чийого брата-близнюка було вбито солдатами диктатора. Інший — це чоловік-варвар Екс Батлер. Він озброєний дворучним мечем та бажає помститися за вбивство своєї матері. Також є амазонка Тиріс Флейр, яка мститься за своїх батьків, що їх наказав убити Смертеносець.
Гра складається з 8-ми рівнів:
1. «У лісі» (англ. In the Woods) — лісова дорога, де героя атакують варвари, озброєні булавами, та варварки з алебардами. Ближче до кінця рівня належить побороти двох велетнів.
2. «Черепаше село» (англ. Turtle Village) — вулиці села на узбережжі, де вороги аналогічні, але мають інший колір броні та витриваліші.
3. «Перехід з Черепашого села на материк» (англ. Crossing from Turtle Village to Eagle Island) — дорога через міст до селища. Тут нападають варвари, а наприкінці — лицар в латах.
4. «Орлиний острів» (англ. Eagle Island) — спина велетенського орла, на якій героєві протистоять скелети та големи.
5. «З Орлиного острова в палац» (англ. From Eagle Island to the Palace) — міст від голови орла до брами з варварами та лицарями.
6. «Палацова брама» (англ. The Palace Gates) — майдан, який охороняють варвари, велетні та скелети. Поборовши їх, герой звільняє короля та принцесу.
7. «Підземелля» (англ. The Dungeon) — тунелі з багатьма провалами та урвищами. Проти героя виступають особливо сильні варвари, лицарі та големи.
8. «Битва зі Смертеносцем» (англ. The Battle with Death Adder) — тронна зала, де слід боротися з самими Смертеносцем і двома скелетами, що постійно піднімаються, коли їх перемогти.

Після перемоги над тираном король з принцесою обіцяють влаштувати святкування на честь героя і що його пам'ятатимуть вічно.

## Портування
Версія для Mega Drive/Genesis залишилася в основному вірною аркадній грі, додавши рівень і режим дуелі, а також нову кінцівку.
Сумісний з IBM PC порт, випущений у 1990 році, схожий на версію для Mega Drive/Genesis, але включає 256-кольоровий режим VGA, а також підтримку режимів EGA, CGA та Hercules. Порти для Atari ST та Amiga, випущені наприкінці 1990 року компанією Virgin Software, схожі на аркаду . Порт для Amiga схожий на аркадну гру, з деякими змінами палітри та без паралаксної прокрутки .
Також були випущені варіації оригінальної гри. Версія гри для Master System переказує оригінальну історію з точки зору Таріка, варвара, схожого на Ax Battler (як і всі інші варвари у всій серії): Kain Grinder, Stern Blade і Kain Blade). Хоча гра розрахована лише на одного гравця, в ній доступні всі рівні та магічні здібності аркадної версії. В Японії Golden Axe була випущена компанією Telenet на CD-ROM для PC Engine у 1990 році з високоякісною ресемпльованою музикою та вирізаними сценами .